# Mikuláš Peksa
Mikuláš Peksa (nascido a 18 de Junho de 1986 em Praga) é um biofísico checo, activista e político do Partido Pirata Checo. Foi eleito deputado ao Parlamento Europeu nas eleições de 2019, e é membro do grupo parlamentar Verdes-Aliança Livre Europeia.

## Início da carreira e o Partido Pirata Checo
Peksa estudou biofísica na Faculdade de Matemática e Física da Universidade Carolina em Praga, com foco em ressonância magnética nuclear, e trabalhou como pesquisador e engenheiro de software.
Peksa juntou-se ao Partido Pirata Checo em 2013. Nas eleições legislativas checas de 2017, foi eleito membro da Câmara dos Deputados.

## Parlamento Europeu

### Eleição
Nas eleições europeias de 2019, foi eleito deputado ao Parlamento Europeu com Marcel Kolaja e Markéta Gregorová. Ao ingressar no Parlamento Europeu, deixou o cargo de deputado do Parlamento checo no dia 6 de Junho de 2019. Ele juntou-se ao grupo parlamentar Verdes-Aliança Livre Europeia.